# Torto o ragione? Il verdetto finale
Torto o ragione? Il verdetto finale è un programma televisivo italiano giuridico non istituzionale, andato in onda su Rai 1 dal 2008 al 2017. Fino al 2014 era chiamato Verdetto finale ed era condotto da Veronica Maya, mentre le successive edizioni sono state presentate da Monica Leofreddi. Da agosto 2025, il canale Nove trasmette in replica alcuni episodi d'archivio con il titolo Torto o ragione? Il verdetto finale. Le sigle di testa e di coda sono di Oberdan Fratini.

## Il programma
Il programma aveva quasi la stessa formula del programma Mediaset Forum: dinanzi al giudice, che dà inizio al processo con un colpo di martelletto, si presentano due contendenti, che raccontano una controversia che li divide. Tali contendenti sono due attori che interpretano una parte; le storie da loro interpretate, come scritto nei titoli di coda, sono frutto di fantasia. Alcuni degli attori sono per altro ricorrenti nel corso delle varie edizioni.
I contendenti sono assistiti rispettivamente dagli avvocati Lorenzo Radogna (che ha preso il posto di Daniele Castaldi dalla seconda edizione) e Maria Chiara Cudillo (sostituita per motivi familiari in alcune puntate dall'avvocato Maria Gabriella Di Pentima), confermati anche dopo il restyling del programma. A decidere le sorti dei due contendenti non è il giudice (il quale ha il solo compito di condurre il processo ed emettere la sentenza a puro titolo informativo), bensì la "giuria popolare", composta da tredici membri scelti fra i cittadini comuni, con l'obiettivo di rappresentare "il sentire popolare" e di "votare secondo coscienza", come hanno sempre dichiarato i vari conduttori in apertura di ogni puntata. La giuria, fino al 2011, era presieduta da un personaggio VIP - perlopiù del mondo dello spettacolo o del giornalismo - che cambiava di puntata in puntata e che era parte attiva durante il dibattito. Dal 2011-2012, in concomitanza con il primo grande restyling del programma e dello studio, il ruolo di presidente di giuria viene ricoperto a rotazione da un componente della stessa giuria (e ha come compito solamente quello di leggere il verdetto finale). Vengono invitati a rotazione - per la sola funzione di opinionisti - due ospiti VIP sempre provenienti dal mondo dello spettacolo o del giornalismo (fra i quali figurano alcuni ex presidenti di giuria delle edizioni precedenti) e un professionista psichiatra o psicoterapeuta. I tre ospiti di puntata vengono interpellati dopo il primo dibattito fra i contendenti, dopo ogni interrogatorio, dopo le arringhe (mentre la giuria è ritirata per deliberare) e prima della lettura del verdetto finale, per fornire un commento di chiusura.
Il processo ha un preciso ordine di svolgimento: il presentatore o la presentatrice introduce con un preambolo il tema della puntata, dando poi la parola ai contendenti e ai rispettivi avvocati per una breve spiegazione sul motivo per il quale si trovavano davanti al giudice. Successivamente, si entra nel vivo del dibattito e i contendenti hanno modo di spiegare e argomentare più approfonditamente le proprie posizioni. Nelle storie, i contendenti raccontano che c'è sempre un episodio clou e spesso è il motivo finale per cui si trovarono uno contro l'altro. Successivamente, i due vanno uno alla volta a fianco del giudice, non per parlare con lui, ma per essere sottoposti ciascuno alle domande dell'avvocato della controparte. Dopodiché, c'è una breve fase di Q&A fra i contendenti e il pubblico presente in sala (fino al 2011 erano i membri della giuria popolare a interagire), seguita dalle arringhe dei due avvocati, pronunciate, su invito del giudice, in favore dei rispettivi assistiti.
Dopo le arringhe i giurati si ritirano in una stanza per discutere e decidere il verdetto, che viene poi comunicato in studio con la seguente formula: "Con giudizio di (X voti contro Y voti) il verdetto finale è a favore di...". Prima però, il giudice esprime, a titolo informativo, tramite la propria sentenza, quello che dice la legge nel caso analizzato durante la puntata, e il fumettista della trasmissione (Sergio Criminisi fino all'edizione 2012-2013 e Max Schioppa nelle edizioni successive) illustra la vicenda con una vignetta satirica.
Per le prime tre edizioni (dal 15 settembre 2008 al 27 maggio 2011), il programma è stato trasmesso la mattina dalle 10 alle 11, per poi essere spostato il pomeriggio alle 14.10 (cosa che era già successa dall'11 maggio all'11 settembre 2009). Nella stagione 2014-2015 il programma è stato spostato alle 15:15, mentre dal 2015 al 2016 è stato trasmesso alle 15:00 per poi tornare alle 14 nel 2017. Fino al 2013 lo show andava in onda dagli studi Rai di Saxa Rubra in Roma per poi andare in onda dal CPTV RAI di Napoli.
Veronica Maya è stata rimossa dai dirigenti delle reti RAI il 30 aprile 2014 ed è stata sostituita da Tiberio Timperi - il quale aveva svolto il ruolo di "supplente" già nel 2012 per la maternità di Veronica Maya - fino al termine della stagione (30 maggio 2014). Fino all'edizione 2012-2013 il giudice è stato il dott. Domenico De Bonis; nell'edizione successiva, i giudici sono stati prima il dott. Giuseppe Febbraro e poi il dott. Enrico Picillo.

## Edizioni
| Edizione | Titolo del programma                | Titolo del programma                | Conduttori       | Conduttori       | Periodo           | Periodo        | Puntate | Regia                | Studio                                                   |
| Edizione | Titolo del programma                | Titolo del programma                | Conduttori       | Conduttori       | Inizio            | Fine           | Puntate | Regia                | Studio                                                   |
| -------- | ----------------------------------- | ----------------------------------- | ---------------- | ---------------- | ----------------- | -------------- | ------- | -------------------- | -------------------------------------------------------- |
| 1ª       | Verdetto finale                     | Verdetto finale                     | Veronica Maya    | Veronica Maya    | 15 settembre 2008 | 29 maggio 2009 | 205     | Gianfranco Di Pasqua | Studio 3 del Centro radiotelevisivo Biagio Agnes di Roma |
| 2ª       | Verdetto finale                     | Verdetto finale                     | Veronica Maya    | Veronica Maya    | 14 settembre 2009 | 28 maggio 2010 | 208     | Gianfranco Di Pasqua | Studio 3 del Centro radiotelevisivo Biagio Agnes di Roma |
| 3ª       | Verdetto finale                     | Verdetto finale                     | Veronica Maya    | Veronica Maya    | 13 settembre 2010 | 27 maggio 2011 | 210     | Gianfranco Di Pasqua | Studio 3 del Centro radiotelevisivo Biagio Agnes di Roma |
| 4ª       | Verdetto finale                     | Verdetto finale                     | Veronica Maya    | Tiberio Timperi  | 12 settembre 2011 | 7 giugno 2012  | 207     | Andrea Apuzzo        | Studio 3 del Centro radiotelevisivo Biagio Agnes di Roma |
| 5ª       | Verdetto finale                     | Verdetto finale                     | Veronica Maya    | Veronica Maya    | 10 settembre 2012 | 31 maggio 2013 | 203     | Andrea Apuzzo        | Studio 3 del Centro radiotelevisivo Biagio Agnes di Roma |
| 6ª       | Verdetto finale                     | Verdetto finale                     | Veronica Maya    | Tiberio Timperi  | 9 settembre 2013  | 30 maggio 2014 | 177     | Andrea Apuzzo        | Auditorium Rai di Napoli                                 |
| 7ª       | Torto o ragione? Il verdetto finale | Torto o ragione? Il verdetto finale | Monica Leofreddi | Monica Leofreddi | 8 settembre 2014  | 29 maggio 2015 | 173     | Andrea Apuzzo        | Auditorium Rai di Napoli                                 |
| 8ª       | Torto o ragione? Il verdetto finale | Torto o ragione? Il verdetto finale | Monica Leofreddi | Monica Leofreddi | 14 settembre 2015 | 26 maggio 2016 | 165     | Giuseppe Sciacca     | Auditorium Rai di Napoli                                 |
| 9ª       | Torto o ragione? Il verdetto finale | Torto o ragione? Il verdetto finale | Monica Leofreddi | Monica Leofreddi | 5 settembre 2016  | 1 giugno 2017  | 172     | Giuseppe Sciacca     | Auditorium Rai di Napoli                                 |

## L'aggiornamento nel 2014 e la chiusura del programma nel 2017
Dall'8 settembre 2014 il programma, pur mantenendo il proprio formato: cambia nome in Torto o ragione? Il verdetto finale e viene condotto da Monica Leofreddi, viene tenuto in uno studio rinnovato e il nuovo giudice è l'avvocato Manuela Maccaroni. Inoltre, i due contendenti si avvalgono ognuno di un testimone per esporre le proprie ragioni (cosa che era avvenuta in via sperimentale nella puntata del 7 maggio 2012 nella vecchia edizione) più eventualmente - in casi eccezionali - di testimonianze via collegamento telefonico o in video. Viene eliminata la fase di Q&A con il pubblico. In più, la conduttrice interagisce con i giurati mentre sono riuniti per deliberare il verdetto. Anche la formula del verdetto è cambiata: "La giuria popolare ha così deciso: con giudizio di (X voti contro Y voti) la ragione è dalla parte di...".
Dal 23 marzo 2015, prima della puntata vera e propria, va in onda Torto o ragione? La macchina della verità un'appendice che sostituisce Dolci dopo il tiggì nella quale i contendenti vengono sottoposti alla macchina della verità dalla conduttrice. Tale spin-off tuttavia non otterrà il successo sperato e viene sospeso al termine dell'unica edizione prodotta lasciando spazio alla prima parte de La vita in diretta.
Dalla stagione 2016-17, i contendenti spiegano in video le proprie ragioni. Il 20 febbraio 2017, viene comunicata la notizia che Rita Dalla Chiesa (storica conduttrice di Forum) è stata invitata per 10 puntate consecutive a partire dal 27 dello stesso mese a ricoprire il ruolo di presidente fisso di giuria. Il 24 maggio 2017 viene annunciata la chiusura del programma a causa degli ascolti non sufficienti riportati nella stagione appena conclusa.
Il formato era stato acquistato dalla spagnola TVE, che però ha rinunciato a produrlo.

## Ascolti dal 2010
| Anno      | Telespettatori | Share  |
| --------- | -------------- | ------ |
| 2010-2011 | 1 197 000      | 25,88% |
| 2011-2012 | 2 012 000      | 13,21% |
| 2012-2013 | 2 251 000      | 14,29% |
| 2013-2014 | 1 791 000      | 11,72% |
| 2014-2015 | 1 640 000      | 12,53% |
| 2015-2016 | 1 611 000      | 13,60% |
| 2016-2017 | 1 354 000      | 10,18% |